# كوني تشن
كوني تشن (بالإنجليزية: Connie Chen)‏ هي لاعبة غولف جنوب أفريقية، ولدت في 26 أكتوبر 1992 في بريتوريا في جنوب أفريقيا.

## روابط خارجية
- كوني تشن على موقع رابطة أوروبا للاعبات الغولف المحترفات (الإنجليزية)